# Ahmic Lake
Ahmic Lake är en sjö i Kanada.   Den ligger i Parry Sound District och provinsen Ontario, i den sydöstra delen av landet, 300 km väster om huvudstaden Ottawa. Ahmic Lake ligger 277 meter över havet. Arean är 15,9 kvadratkilometer. Den sträcker sig 6,5 kilometer i nord-sydlig riktning, och 13,6 kilometer i öst-västlig riktning.
I omgivningarna runt Ahmic Lake växer i huvudsak blandskog. Trakten runt Ahmic Lake är nära nog obefolkad, med mindre än två invånare per kvadratkilometer.